# بوریا

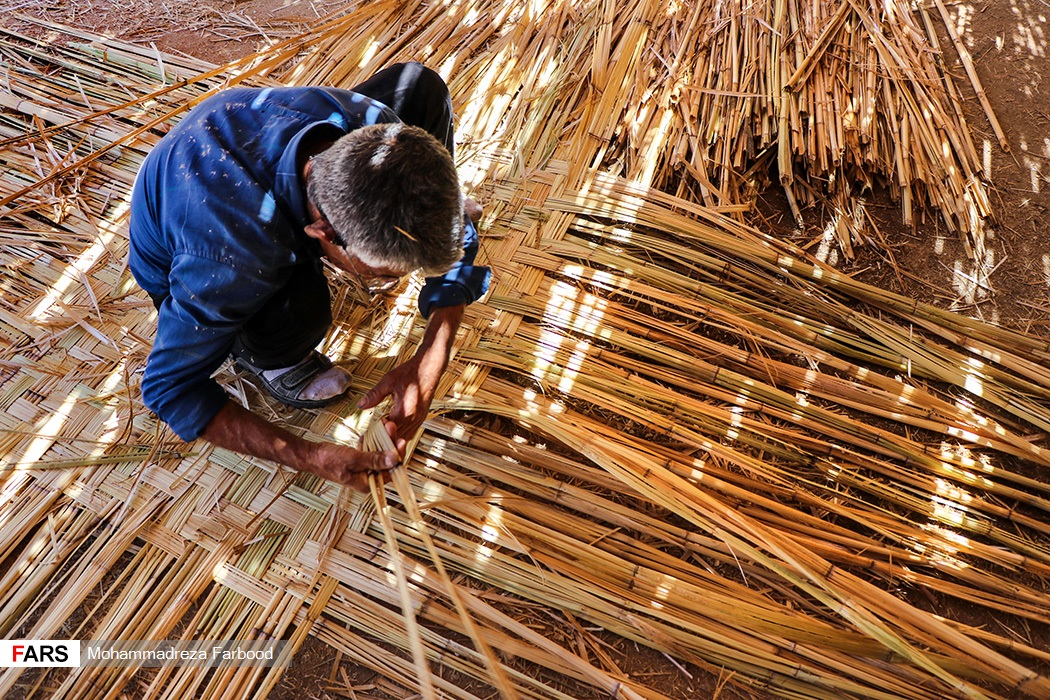
بوریابافی در زرقان، فارس، ایران

بوریا، تزک (نام علمی: Scirpus maritimus) نام یک گونه از سرده تزک است. با استفاده از این نی، حصیر بافی می شود. 